# ハナヒョウタンボク
ハナヒョウタンボク（花瓢箪木、学名: Lonicera maackii）は、スイカズラ科スイカズラ属の落葉小高木。
直立する小高木で、樹皮が縦に裂け剝れる。枝は中空。子房基部の苞は線状披針形で早落する。花柄が2-4mmとごく短いのが特徴。花冠は2唇形になり、上唇は先が4裂する。葉の先はとがり、基部はくさび形になる。

## 特徴
高さは2-4m、ときに5mに達して、分枝して茂る。幹の樹皮は褐色から灰褐色になり、縦に裂けて剝れる。若い枝は褐色から茶褐色で、短毛が生え、中空になる。葉は対生し、葉身は長さ3-8.5cm、幅1-4cmの狭倒卵形から狭倒披針形で、先端は鋭突頭または尾状にとがり、基部はくさび形または円形となり、縁は全縁になる。葉の両面の葉脈上に沿って屈毛が生え、裏面全体に微細な油点がある。葉柄は長さ2-5mmになり、密毛が生える。
花期は6月中旬。葉腋から長さ2-4mmになる短い花柄を伸ばし、その先に2個の花をつける。子房の基部に2個の苞があり、線状披針形で長さ3-5mm、軟毛と腺毛が生え、早く落ちる。2個の小苞は長さ1.5-2mmとごく小さく、縁毛があり、下部は合着する。子房は下位で長さ2mm、離生し、3室あり、無毛。萼片は5中裂し、裂片の長さは2-3mm、披針形で縁毛がある。花冠は2唇形になり、長さ17-22mm、はじめ白色から帯紅白色で、のちに黄色になり、花冠内外に軟毛が生える。花冠筒部は長さ5mm、上唇は長さ12-17mmになり4浅裂し、下唇は幅3-5mm、広線形になる。雄蕊は5個あり、花冠より少し短いが、花冠筒部からは長く超出する。花糸に軟毛が生え、葯は長さ3.5mmになる。雌蕊は1個、花柱の長さは13mmになり、軟毛が密生し、柱頭は頭状になる。果実は径5-8mmになる球状の液果で、2個ずつ並ぶが合着はせず、9-10月に赤く熟す。種子は長さ3-4mmの卵形となる。染色体数2n=18。

## 分布と生育環境
日本では、青森県、岩手県、群馬県、長野県に分布し、山地にまれに生育し、沢沿いなどの湿り気の多い場所に生える。しばしば石灰岩地に生育する。世界では、朝鮮半島、中国大陸北部、モンゴル、東シベリアに分布する。
シベリアの沿海州では、広く分布し、水辺の林でふつうに見られる。北アメリカ大陸では、帰化植物としてさまざまな植生に広がり、原植生への影響が大きいとして問題になっているという。

## 名前の由来
和名ハナヒョウタンボクは、「花瓢箪木」の意で、牧野富太郎 （1903）がつけた。
種小名（種形容語）maackii は、ロシアの探検家でナチュラリストのリヒャルト・マーク (Richard Maack) への献名である。

## 種の保全状況評価
絶滅危惧II類 (VU)（環境省レッドリスト）
まれに見られる植物である。都道府県のレッドデータ、レッドリストの選定状況は、次の通りとなっている。青森県-絶滅野生生物(EXランク)、岩手県-Aランク、群馬県-情報不足(DD)、長野県-絶滅危惧II類(VU)。
長野県軽井沢町にある「長倉のハナヒョウタンボク群落」が、長野県の天然記念物に指定されている。また、岩手県葛巻町にある「ハナヒョウタンボク群落」が葛巻町の天然記念物に指定されている。

## ギャラリー

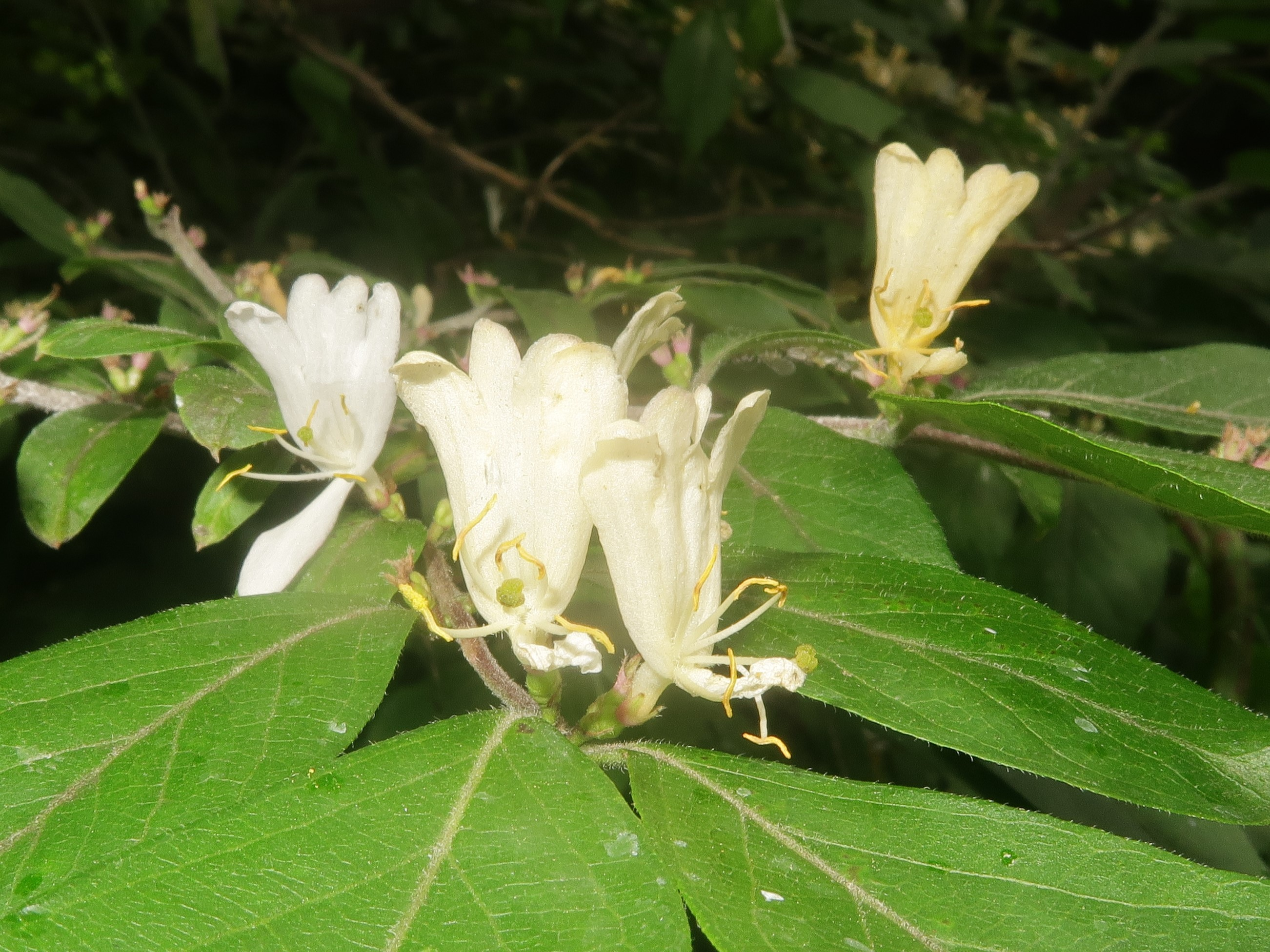
花冠は2唇形になり、上唇は4浅裂し、下唇は広線形になる。雄蕊は5個あり、花冠より少し短いが、花冠筒部からは長く超出する。
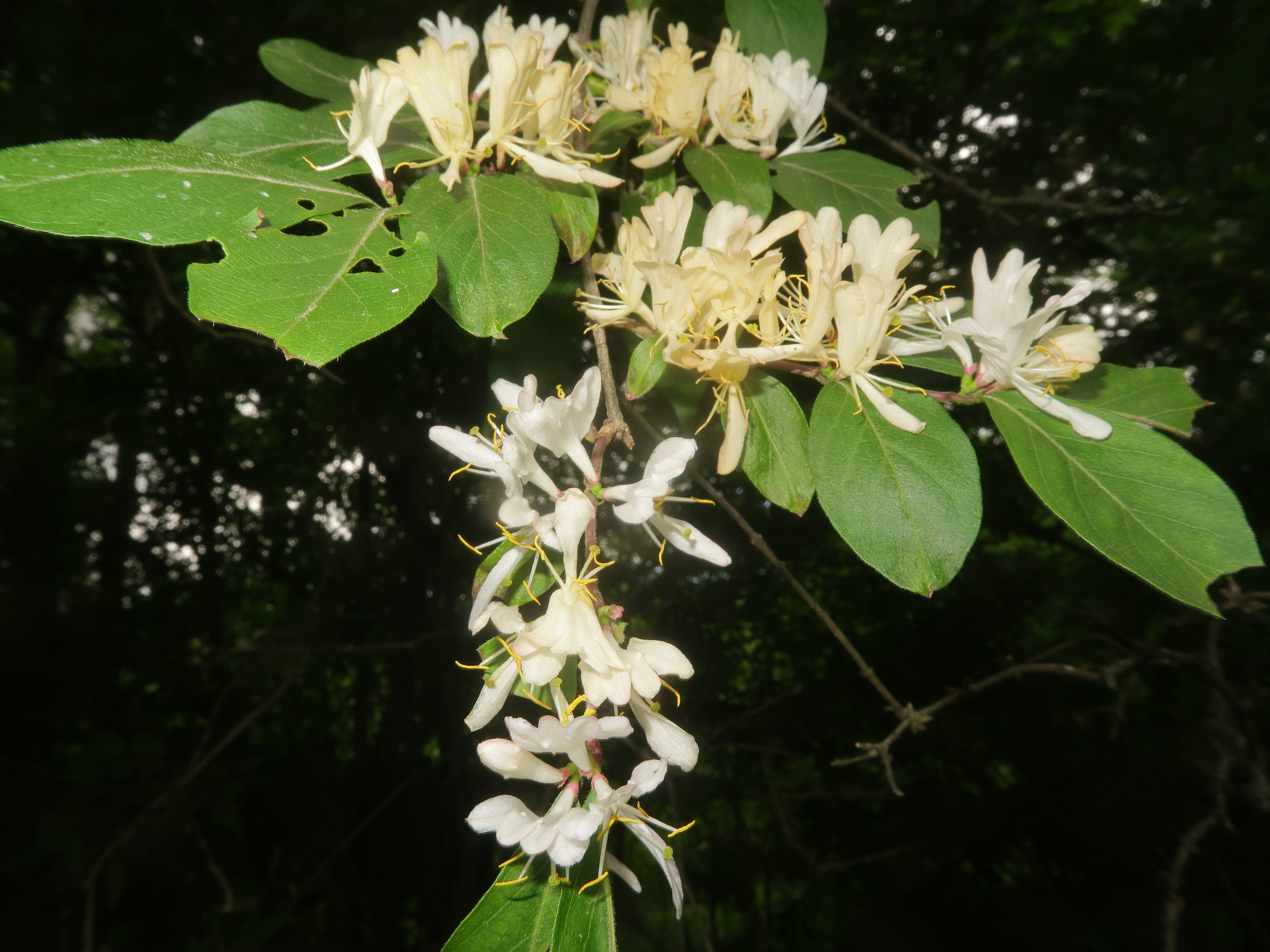
花冠ははじめ白色から帯紅白色で、のちに黄色になる。
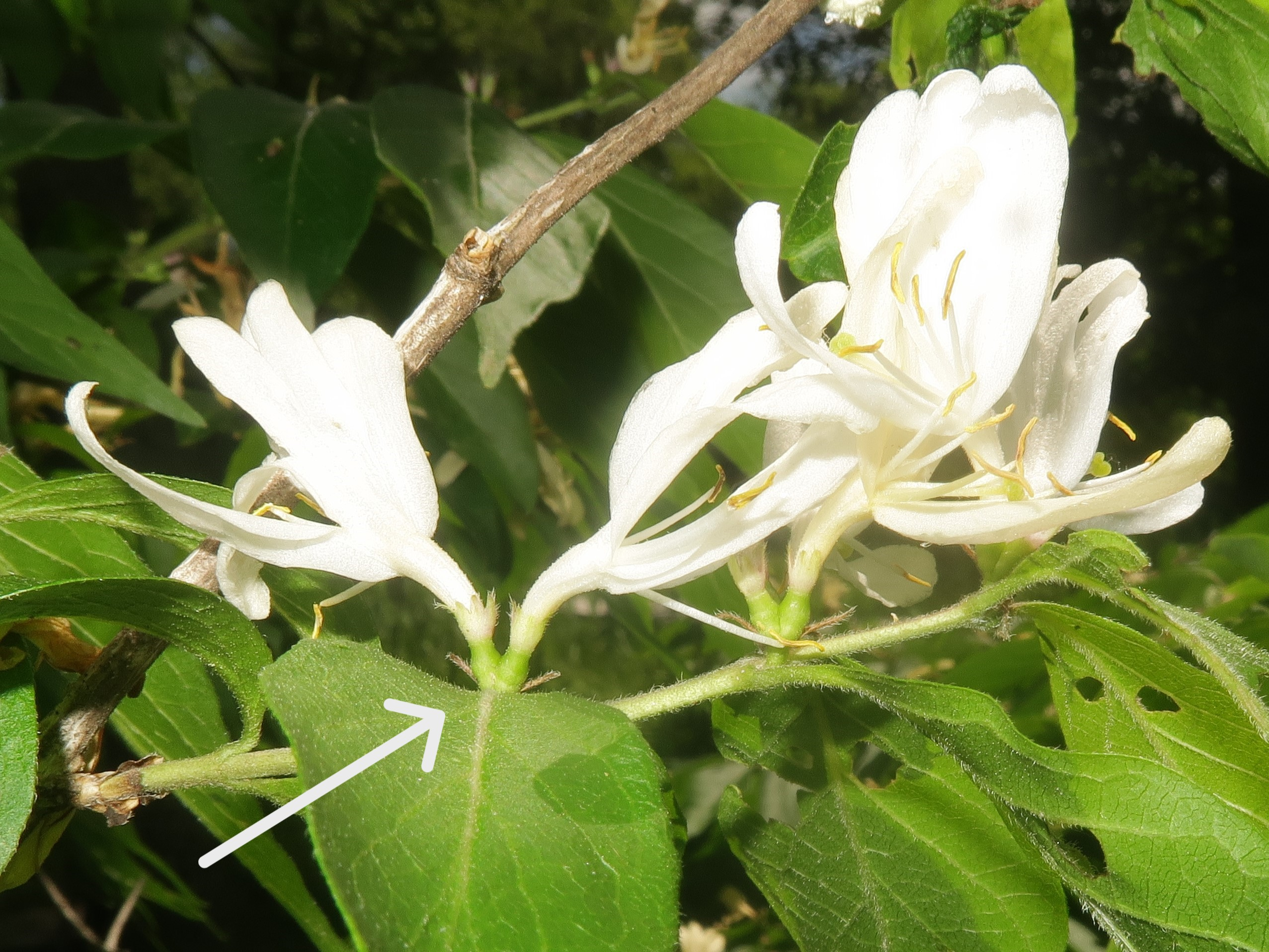
↗矢印、子房の基部に2個の苞があり、線状披針形で、軟毛と腺毛が生え、早く落ちる。2個の小苞はごく小さく、縁毛があり、下部は合着する。萼片は5中裂し、裂片の長さは2-3mm、披針形で縁毛がある。
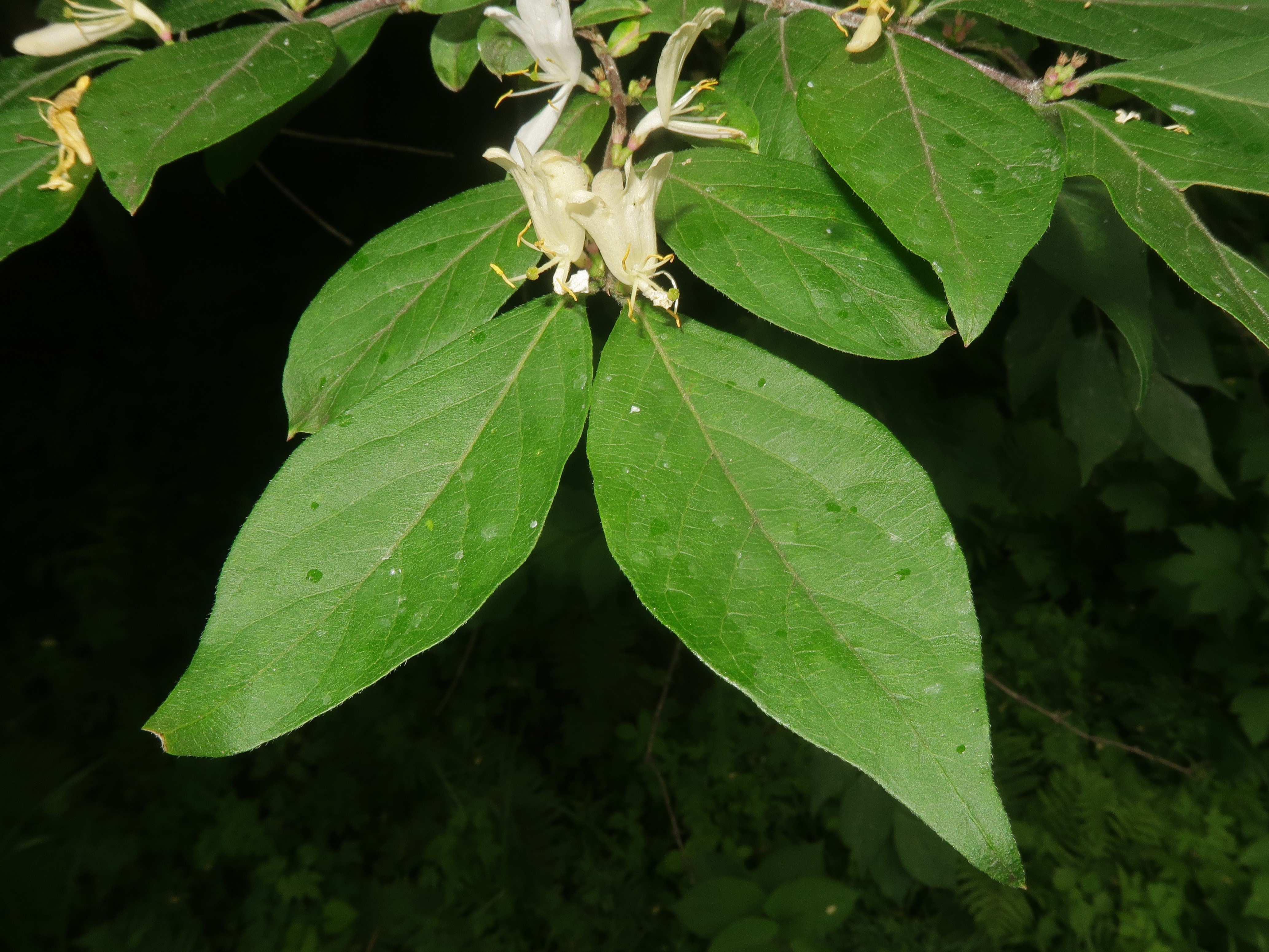
葉は対生し、葉身は狭倒卵形から狭倒披針形で、先端は鋭突頭または尾状にとがり、基部はくさび形または円形となり、縁は全縁になる。
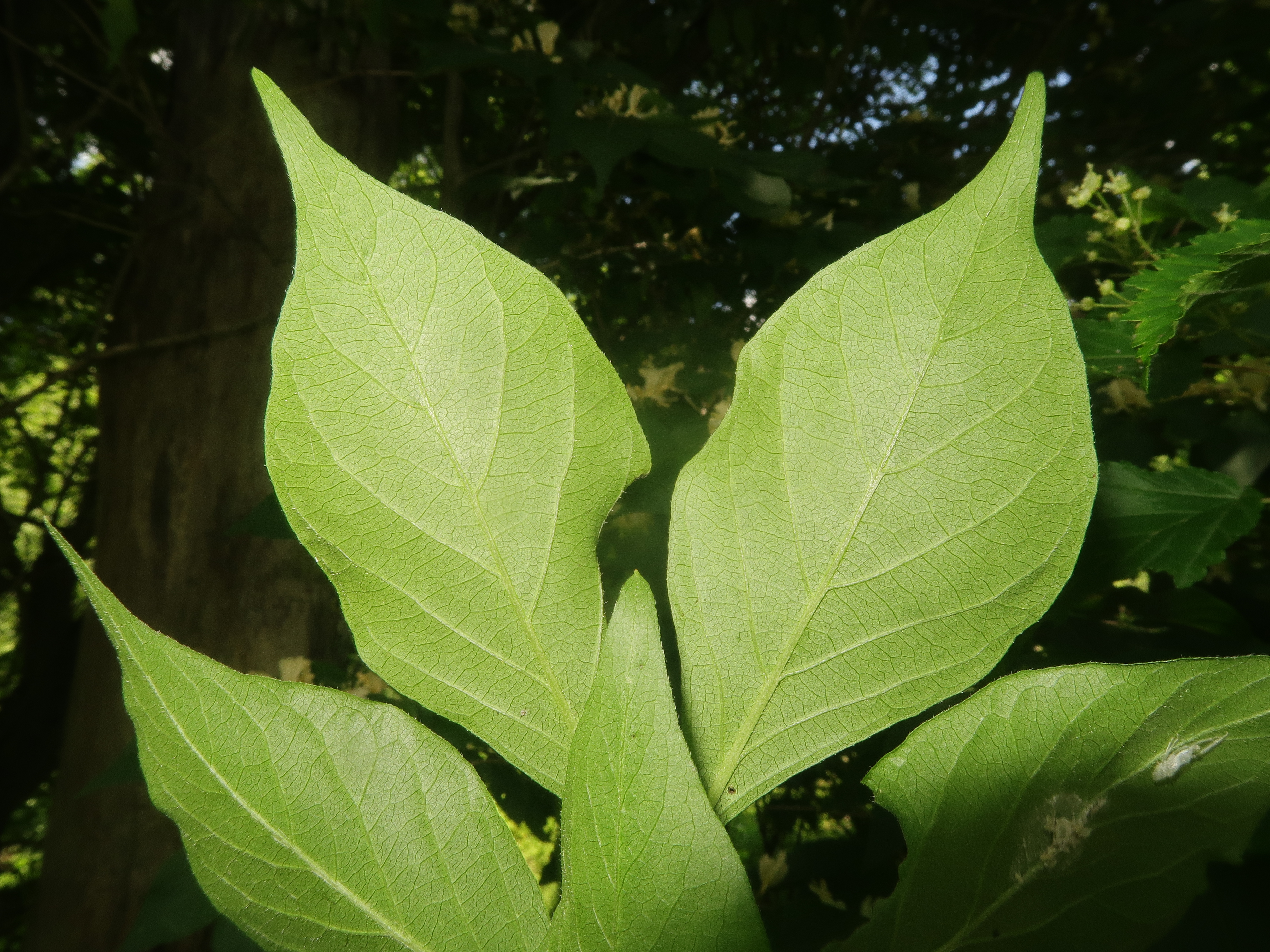
葉の裏面。葉脈上に沿って屈毛が生え、裏面全体に微細な油点がある。
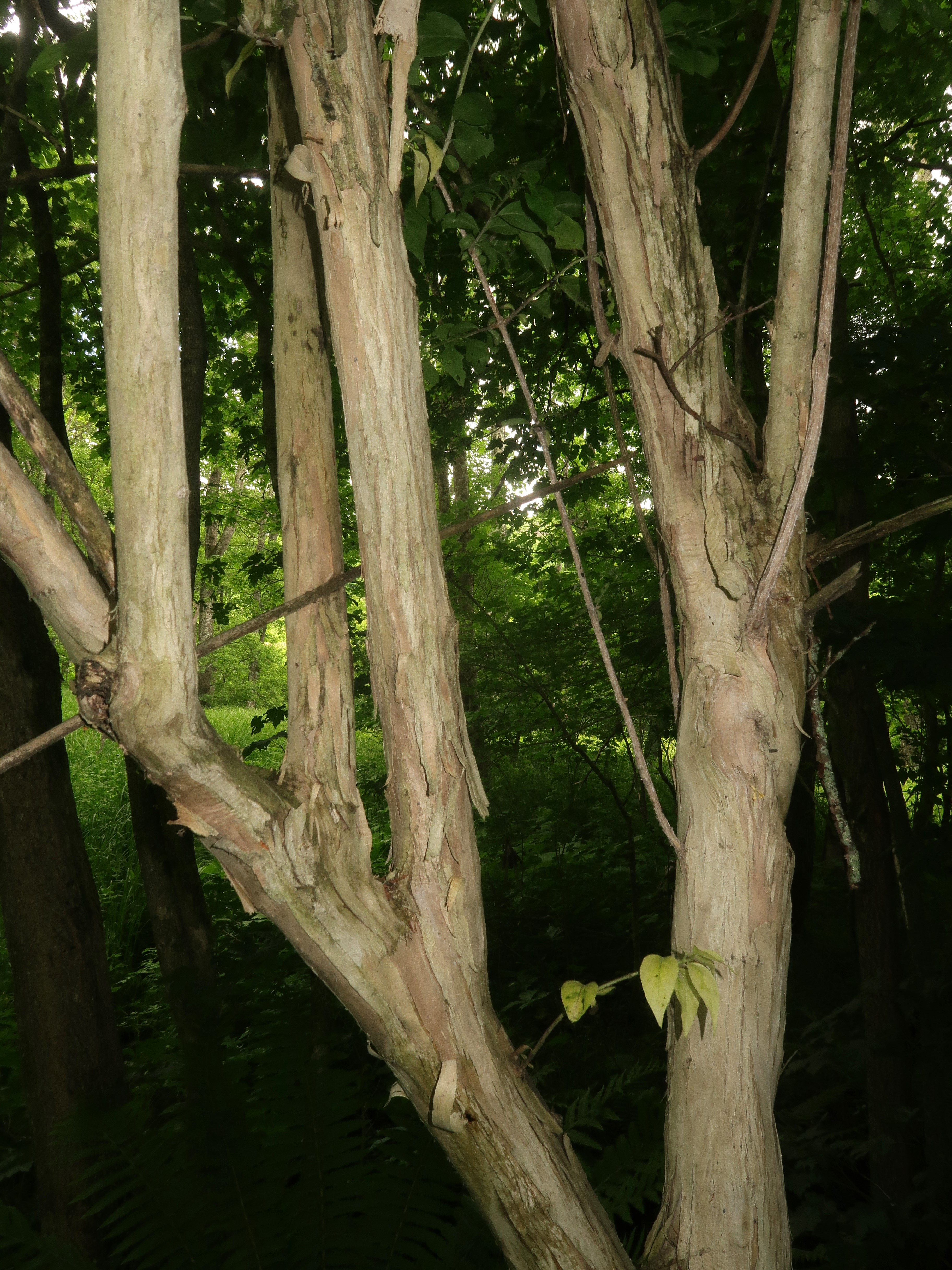
幹の樹皮は褐色から灰褐色になり、縦に裂けて剝れる。
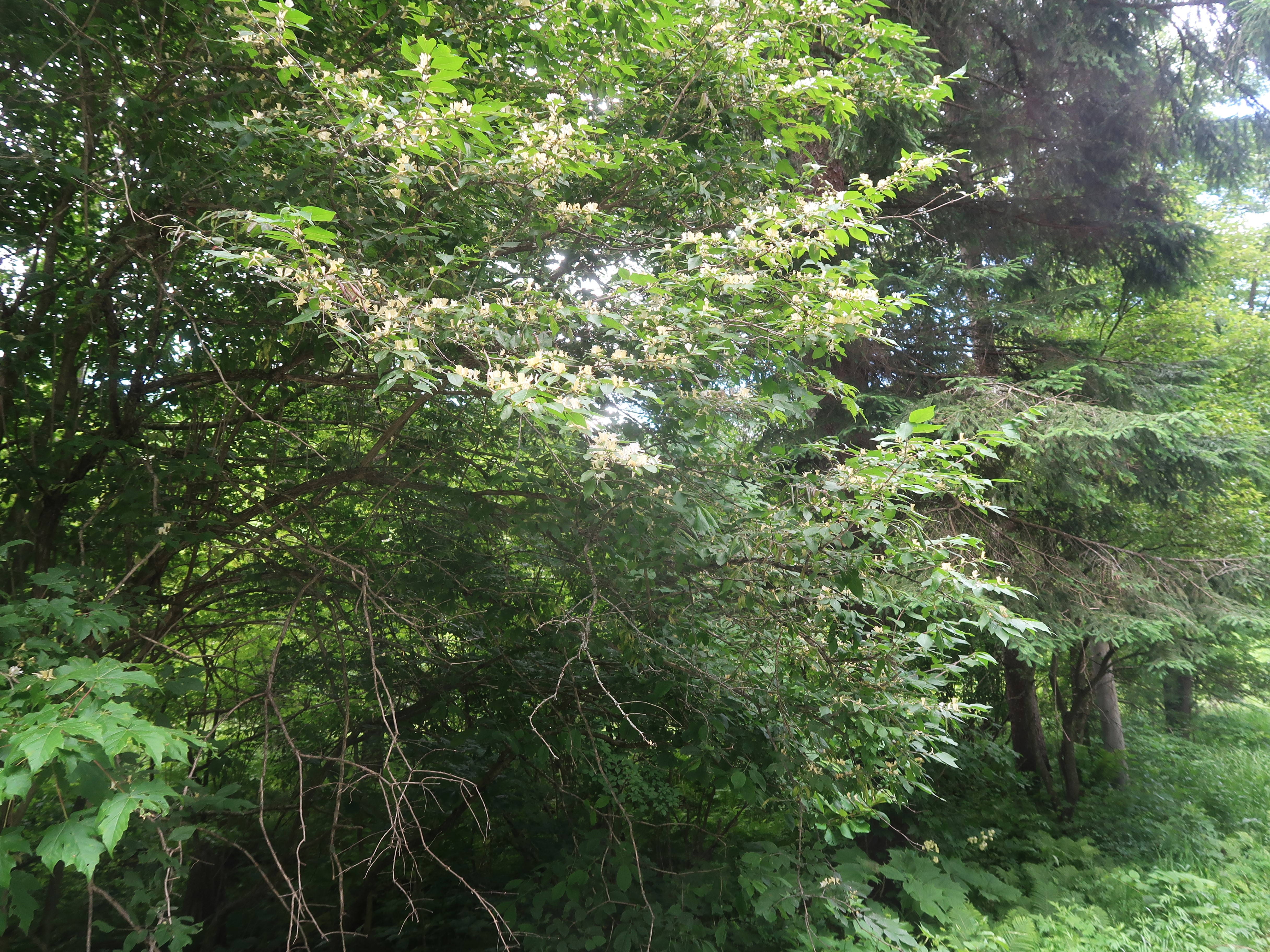
高さは5mに達して、分枝して茂る。
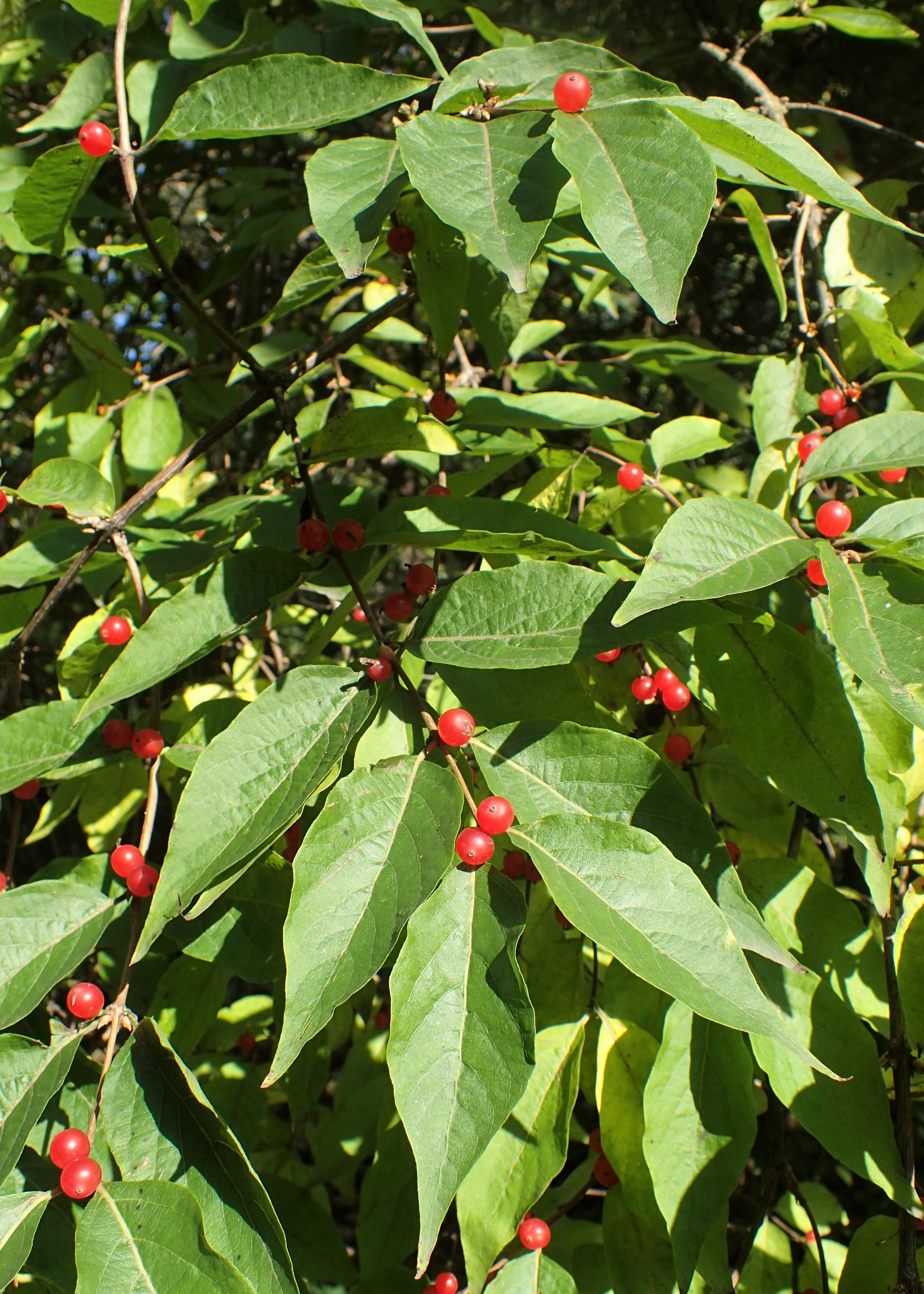
果実は径5-8mmになる球状の液果で、2個ずつ並ぶが合着はせず、9-10月に赤く熟す（ポーランドクラクフ市の植物園）。